# Bázo
Bázo är en norsk-svensk-dansk-samisk film från 2003 regisserad av Lars Göran Pettersson. I huvudrollerna syns Sverre Porsanger, Issát Joakim Gaup, Anitta Suikkari, Nils Utsi och Göran Forsmark. Filmen nominerades till Amandaprisen 2004 som bästa norske biofilm.

## Handling
Emil som kallas Bázo, ett samisk uttryck for efterbliven, bor tillsammans med sin far på en utmarksgård. Han har en bror som han har ganska lite kontakt med. Han ser trots det upp till sin bror på grund av att han har kvinnor, pengar och driver en butik. Han har mycket pengar och är en framgångsrik man. Plötsligt en dag får Emil besked om att brodern har dött under mystiska omständigheter. Pappan och Emil ärver en Mercedes, ett nästan nytt gevär, en sju år gammal pojke, en tidigare sambo och en grävmaskin. Emil reser ut för att lista ut vad som egentligen hände och misstänker ugglor i mossen genom sina undersökningar. Kanske Emil inte är så Bázo trots allt?

## Rollista
- Sverre Porsanger – Emil
- Issát Joakim Gaup – Kevin
- Anitta Suikkari – Susanna
- Nils Reidar Utsi – Birger
- Göran Forsmark – Kenneth, Emils bror
- Hugo Rantatalo – Emils och Kenneths far
- Anna Maria Blind – Elle Birit
- Inga Juuso – farmor
- Svein Birger Olsen – farfar
- Rawdna Carita Eira – Orvokki
- Torill Johansen – Liv Inger
- Ebba Joks – Irene
- Toivo Lukkari – kommunalrådet
- Ingor Ántte Áilu Gaup – förmannen
- Markku Köngäs – Heikka
- Erkki Hetta – torped
- Marko Keskitalo – kökschefen
- Aslat Mahtte Gaup – schaktmaskinisten
- Ánte Mikkel Gaup – bilköparen
- Jouko Pajunen – Birgers vän
- Egil Keskitalo – mannen på bussen
- Marie Kvernmo Valkeapää – tullare
- Nils Josef Labba – brevbäraren
- Alex Scherpf – grekisk cyklist
- Ulla Lütgens – sjuksköterskan
- Mervi Jako – socialarbetaren
- Heli Helenius – bibliotekarien
- Mattis S. Hætta – butiksägaren
- Bror Astermo – mopedisten
- Desirée Nordquist – församlingssekreteraren
- Helena Rängman – kvinna i köket
- Kari Guttorm – sopkörare
- Johanna Sirkka – kvinnan i butiken
- Kati Nivala – kommunalrådets sekreterare
- Irene Tikka – receptionisten